# Содейка, Антанас
Анта́нас Содейка́ (лит. Antanas Sodeika; 23 января 1890, Юрбург, Российская империя, ныне Юрбаркас, Литва  — 12 сентября 1979, Вильнюс, ныне Литва) — литовский певец (баритон), педагог. Народный артист Литовской ССР (1954)

## Биография
Учился в Филадельфии и Чикаго (США). Совершенствовался в Италии. В начале карьеры пел в известном хоровом коллективе «Дайна». С 1920 года — солист Каунасского оперного театра, а в 1944—1950 годах — Литовского театра оперы и балета. С 1945 года — одновременно преподаватель Каунасской (с 1949 — Литовской) консерватории, а с 1957 года — её профессор.

## Память
- В Вильнюсе на доме по улице Каштону (Kaštonų g. 1), в котором в 1956—1979 годах жил певец, установлена мемориальная доска.

## Оперные партии
- «Евгений Онегин» Чайковского — Евгений Онегин
- «Князь Игорь» Бородина — князь Игорь
- «Демон» Рубинштейна — Демон
- «Борис Годунов» Мусоргского — Борис Годунов
- «Отелло» Джузеппе Верди — Яго
- «Риголетто» Джузеппе Верди — Риголетто
- «Тоска» Джакомо Пуччини — Скарпиа

## Награды
- 1947 — Орден «Знак Почёта»
- 1950 — Народный артист Литовской ССР
- 1950 — Орден Трудового Красного Знамени
- 1954 — Орден Трудового Красного Знамени